# Егоров, Валерий Сергеевич
Егоров Валерий Сергеевич (22 марта 1940, Ковров, Владимирская область — 11 июля 1998, Владимир, Россия) — советский и российский живописец. Заслуженный художник РФ.

## Биография
Родился в Коврове Владимирской области. В 1959 году с отличием закончил художественную школу промысловой кооперации ( Мстёра). В том же году стал участником Всесоюзной выставки самодеятельных художников, где за его картину «Мстёра» Егорову была присуждена премия.
В 1960 году переехал во Владимир, где в то время работала группа художников-единомышленников, творчество которых называют Владимирской школой живописи. Стал одним из признанных мастеров данного художественного направления. В 1960-е годы много работал в своей мастерской и в творческих поездках, активно участвовал в областных и российских выставках. Основная тема работ художника – пейзаж русской провинции.
В 1971 году стал членом Союза художников СССР.
В 1972 году был делегатом Всесоюзной конференции советских художников.
В 1990 году состоялась персональная выставка художника, которая проходила в Коврове, Владимире, Туле и Москве.
В 1994 году стал Лауреатом областной премии в области культуры, искусства и литературы.
В 1995 году ему было присвоено звание Заслуженный художник РФ.
Умер 11 июля 1998 года во Владимире.
Произведения В. С. Егорова являлись участниками выставок более чем в 30 странах мира: США, Япония, Великобритания, Франция, Люксембург, Голландия и др.
Картины художника находятся в фондах Государственной Третьяковской галереи, собрании Владимиро-Суздальского музея-заповедника, Центре ИЗО (Владимир), многих региональных музеях страны, частных собраниях в России и за рубежом.